# Bitwa morska pod Neapolem
Bitwa morska pod Neapolem (Castellamare) – starcie zbrojne, które miało miejsce w roku 1287 w trakcie wojny o tron Sycylii (1282–1288).
Dnia 23 stycznia 1287 doszło do jednej z ostatnich bitew morskich stoczonych podczas wojny o tron Sycylii. Krótko po zdobyciu przez flotę aragońską Augusty- portu położonego na wschodnim wybrzeżu Sycylii, doszło do starcia z flotą francuską w pobliżu Castellamare di Stabbia. Flota francuska Karola de Valois licząca 84 okręty zaatakowała mniej liczną, liczącą 40 jednostek flotę aragońską dowodzoną przez Rogera di Laurię. Po trwających niemalże cały dzień walkach, ostatecznie zwycięstwo przypadło Aragończykom, którzy zdobyli 45 okrętów francuskich i wzięli 5 000 jeńców. Bitwa przyśpieszyła zawarcie rozejmu przez obie strony.